# 纳米研究
《纳米研究（英文版）》是中国大陆工程科技类月刊，编辑部位于北京市。此刊物由清华大学，中国化学会主办。
《纳米研究（英文版）》在2018年被中华人民共和国国家新闻出版广电总局新闻报刊司评为2017年全国“百强报刊”。